# Osteospermum spinescens
Osteospermum spinescens es una especie de planta floral del género Osteospermum, tribu Calenduleae, familia Asteraceae. Fue descrita científicamente por Thunb.
Se distribuye por Sudáfrica, Namibia, Estados Unidos y Australia.